# Paul Kaiser (Museumsleiter)
Paul Oskar Franz Kaiser (geb. 1915 in Weimar; gest. 2005) war ein deutscher Museumsleiter.
Kaiser war der Gründer und von 1953 bis 1983 der erste Direktor des Stadtmuseums Weimar. Sein Nachfolger wurde Rainer Wagner. 
Kaiser hatte bedeutenden Anteil am Zustandekommen der vom Stadtmuseum Weimar herausgegebenen Weimarer Schriften, auch als deren Redakteur. Drei Jahrzehnte war er Gastdozent an der Fachschule für Museologie in Köthen bzw. ihren Nachfolge-Instituten an wechselnden Standorten. Er wurde 1989 zum Obermuseumsrat ernannt. 1997 erhielt er das Bundesverdienstkreuz am Bande.
Paul Kaiser starb im Jahr 2005. Er fand seine letzte Ruhestätte auf dem Alten Friedhof in Weimar im Familiengrab der Familie seiner Ehefrau Herta geb. Sillus (1915–1998).